# 石坂浩二
石坂浩二（日语：／ Ishizaka Kōji，1941年6月20日—）是一位日本男演员，画家，作家，翻译家，作词家和主持人。目前隶属于尾木制作艺人经纪公司。

## 生平
1941年出生在日本东京，毕业于庆应义塾大学法学系。1958年出演第一部作品，1970年代开始饰演金田一耕助系列电影。

## 家庭
前妻是艺人浅丘琉璃子，外祖父是横滨市长、企业家平沼亮三。

## 電影
- 金田一耕助《犬神家一族》（1976、2006年）
- 國見正之《不沉的太陽》（2009年）
- 《詭屋》（2024年）

## 電視劇
- 大河劇（NHK）
  - 《花之生涯》（1963年）
  - 《赤穗浪士》（1964年）
  - 《太閣記》（1965年）飾演：石田三成
  - 《天與地》（1969年）主演：上杉謙信
  - 《元祿太平記》（1975年）主演：柳澤吉保
  - 《草燃》（1979年）主演：源賴朝
  - 《德川家康》飾演：納屋蕉庵
  - 《八代将軍吉宗》（1995年）飾演：間部詮房
  - 《元祿繚亂》（1999年）飾演：吉良義央
  - 《新選組!》（2004年）飾演：佐久間象山
  - 《江·戰國三公主》（2011年）飾演：千利休
  - 《豈有此理〜蔦重繁華如夢故事〜》（2025年）飾演：松平武元
- 《白色巨塔》（2003年）飾演：東貞藏
- 《華麗一族》（2021年）飾演：永田格

## 電視動畫
- 旁白《鬼神童子ZENKI初期》

## 特攝
- 旁白《超異象之謎》（1966年）

## 獎項
2018年 第26回橋田獎特別賞